# Crossdressing

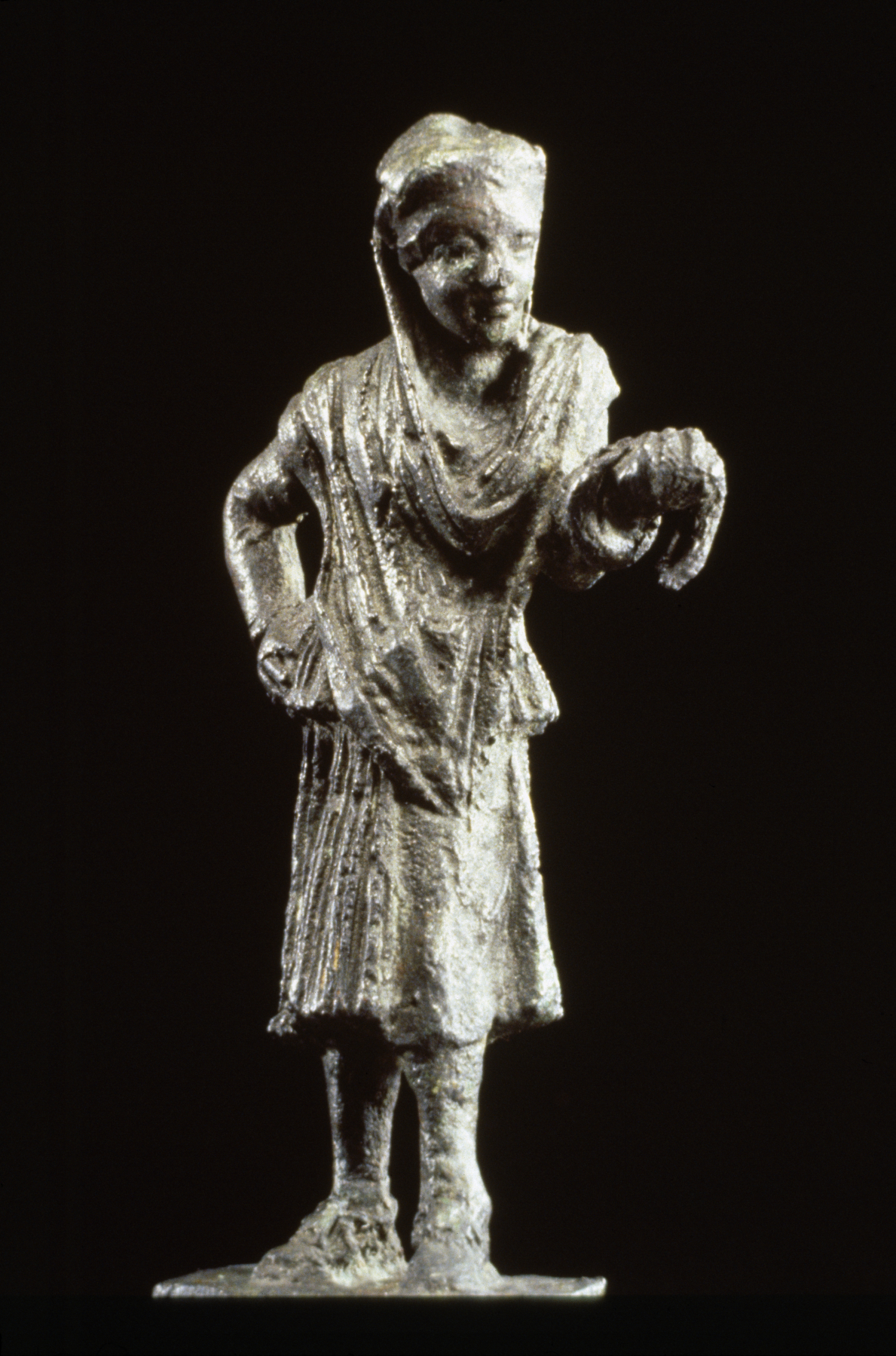
Grekisk bronsstaty av en manlig skådespelare i kvinnokläder, då den grekiska seden var att män spelade kvinnors roller. Ca 150-100 f.Kr.

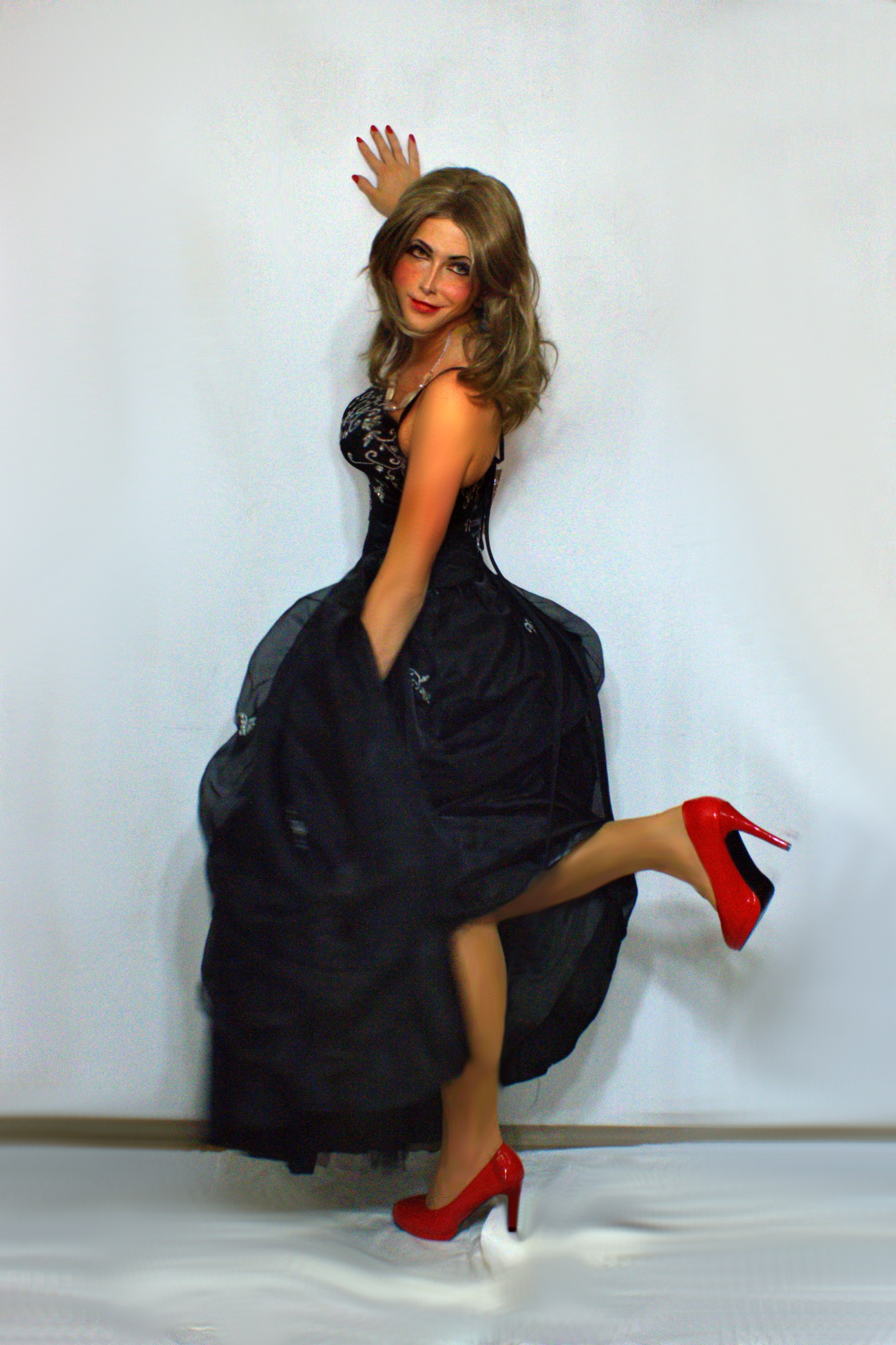
Crossdresser i en balklänning och högklackade skor.

Crossdressing eller transvestism är att bära kläder eller föremål som inte förknippas med det egna könet, och personer som gör detta kallas transvestiter. Crossdressing har varit ett verktyg för förklädnad, komfort och att upptäcka sig själv, både i moderna tider och genom historien. 
De flesta mänskliga samhällen har haft normer eller lagar för hur olika kön ska klä och bete sig, även om dessa regelverk har sett olika ut beroende på plats och epok. Som exempel bar män i Ludvig XIV:s franska hov rosetter och högklackat, något som idag förknippas med kvinnor. Crossdressing innebär att bryta mot dessa normer och lagar.   
Att någon ägnar sig åt crossdressing betyder inte att denne vill byta kön.  
En modern scenshow där crossdressing är huvudattraktionen kallas dragshow. 

## Crossdressing genom historien
Historiskt har crossdressing ofta varit en strategi att öka sin frihet. För kvinnor har det varit ett sätt att delta i det militära, utöva ett yrke, eller få tillgång till kunskap.  
Crossdressing har varit vanligt förekommande i teaterhistorien, till exempel då kvinnor varit förbjudna att stå på scenen under antiken och den elisabetanska epoken i Storbritannien.  

### Exempel på crossdressing genom historien
- Agnodice klädde sig som en man för att kunna verka som läkare, tre århundraden före Kristus.[3]
- Catalina de Erauso klädde sig som man för att kunna tjänstgöra i den spanska armén i början av 1600-talet.[4]
- Ellen Craft klädde sig som vit, manlig slavägare för att fly slaveriet tillsammans med sin man.[5]
- Hildegund av Schönau klädde sig som man på 1100-talet, och blev antagen som munk vid klostret i Schönau.
- Hua Mulan klädde sig som man för att accepteras i det militära.
- Jeanne d'Arc bar manskläder trots att det på den tiden var olagligt. Efter att hon tillfångatagits av engelsmännen var det formellt på grund av manskläderna som hon brändes på bål.[6]
- Karl Edvard Stuart klädde sig som Flora MacDonalds tjänsteflicka Betty Burke för att fly undan engelsmännen.
- Ulrika Eleonora Stålhammar klädde sig som man för att få tjänstgöra som artillerist.
- Lars "Lasse-Maja" Molin var en svensk förbrytare som periodvis klädde sig som kvinna.

### Crossdressing i myter
- Tor klädde sig som Freja för att få tillbaka sin hammare Mjölner.
- Oden klädde sig i kvinnokläder för att förföra Rind.
- Påven Johanna lär ha klätt sig som man för att studera, och sedermera valts till påve.
- Akilles lär ha klätts som en flicka av sin mor Thetis, för att hindra honom att segla med den grekiska armén till Troja.
- Hagbard, i legenden om Hagbard och Signe, klädde sig som en sköldmö för att i hemlighet besöka Signe.[7]